# مونت مورگان (کوئینزلند)
مونت مورگان (به انگلیسی: Mount Morgan) یک شهرک در استرالیا است که در کوئینزلند واقع شده‌است.